# 張既
張 既（ちょう き、? - 223年）は、中国後漢末期から三国時代にかけての武将・政治家。字は徳容。司隸左馮翊高陵県の人。子は張緝・張翁帰。孫は張藐・張皇后。『三国志』魏志に伝がある。また裴松之によると、『魏略』においての伝は、徐福・厳幹・李義・游楚・梁習・趙儼・裴潜・韓宣・黄朗と同じ伝に収録されていたという（『三国志』魏志「裴潜伝」注）。

## 生涯
容姿と動作が優れ、文章作成が上手だった（『魏略』）。
郡の功曹であった游殷は、幼少の張既を評価し方官の器だと評した。また家に招いて賓客として待遇し、宴席が終わると子の游楚の将来を頼んだという（『三輔決録注』）。
16歳で郡の小役人になった。功曹の徐英に自ら30回ほど鞭打たれた事もあったという（『魏略』）。
後に郡の高官を歴任し、孝廉に推挙されたが出仕しなかった。さらにその後、司空となった曹操から司空府に招かれたが、赴かない内に茂才となり、新豊県令に任命された。その治績は三輔第一であったという。
建安7年（202年）、袁尚は曹操の侵攻に黎陽で抵抗する一方で、郭援と高幹それに匈奴を使って平陽を攻撃させ、さらに関中の将軍達に使者を送り味方に取り込もうとした。張既は、曹操により司隷校尉として派遣されていた鍾繇の命令で、関中の有力者の馬騰らの説得に当たった。馬騰は説得に応じ、子の馬超に1万ほどの兵士を率いさせ、曹操への援軍とした。鍾繇はその兵力を用いて郭援を斬り、高幹と匈奴を降伏させる事ができた。
建安10年（205年）、高幹が再び反乱を起こした。河内の張晟が1万の軍勢を率いて崤底の一帯を荒らし廻ると、衛固・張琰がこれらの動きに呼応した。曹操は張既を議郎に任命し、鍾繇の軍事に参画させた。張既は馬騰らを再び呼び寄せ、その軍勢により張晟を破り、衛固・張琰を斬首した。また翌年に、高幹を荊州へ逃亡させた。張既はこの功績で武始亭侯に封じられた。
建安13年（208年）、袁氏を滅ぼした曹操は荊州の征討を考えたが、関中に割拠する馬騰の動静が気がかりであった。張既は曹操から馬騰への使者として派遣され、馬騰に対し軍勢を解散させ帰郷すべしとする曹操の命令を伝えた。しかし、馬騰が帰郷をなかなか実行しなかったため、張既は変事が起きることを心配して、諸県に兵糧を蓄えさせる一方で、郡太守達に郊外まで出迎えに行かせた。馬騰は子の馬超に軍勢を預けて已む無く東に向かい、朝廷に帰順した。曹操は上奏して馬騰を衛尉とし、馬超を将軍とした。
建安16年（211年）、馬超や関中の豪族が曹操に対して反乱を起こすと、曹操に従い華陰において馬超を討伐し（潼関の戦い）、西方に進んで関北を平定した。その功績により京兆尹に任じられた。張既は流民を集めて落ち着かせ、県や邑を復興した。
後漢の藩国として魏国が成立すると尚書になり、間もなく地方に出て故郷でもある雍州刺史となった。張魯討伐では別に軍を率いて氐族を討伐し、麦を収穫して兵糧とした。張魯が降伏すると、漢中の数万戸を移住させて、長安や三輔の人口を補うよう曹操に進言した。
建安23年（218年）、曹洪と共に下弁に向かい、劉備軍の呉蘭を撃退した。また夏侯淵に従って宋建討伐をした時は、別軍を率いて臨洮や狄道を攻撃し功績を挙げた。
以前、曹操が移民により河北の人口を補った事があったため、隴西・天水・南安の3郡は動揺していた。張既は3郡出身の官吏や将校に暇を与え、住家を修理させて水碓を支給した。このため民心は安定したという。
曹操は漢中からの撤兵を考えたが、劉備が武都の氐族を味方につけて、関中に圧力をかけてくる事を心配し、張既にどうすれば良いか質問した。張既は「氐族を北方に移住させ、劉備から避けさせれば良いでしょう」と答えた。曹操はこれに従い張既に命じて、武都の5万人の氐族の部落を扶風・天水に住まわせた。
西域の武威・張掖・酒泉・西平の4郡にはそれぞれ有力者が割拠し、自立状態を保っていた。ある時、武威の顔俊が曹操に対し母を人質に送り、帰順と援助を申し出てきた。張既は彼らの内紛を待つべきだと進言した。間もなく、顔俊が張掖の和鸞に殺害され、張掖と武威の有力者同士の抗争が始まった。
建安25年（220年）に曹丕（文帝）が王位に就き、涼州が再び設置されると、安定太守の鄒岐を刺史に当てたが、4郡の有力者達はそれに従おうとせず、任命された郡太守を追放したり捕虜にしたりした。張既は蘇則に協力し、功績を立てさせた。都郷侯に封じられた。
涼州で伊健妓妾・治元多らの反乱が起きると、曹丕は「張既でなければ異民族で乱れる涼州は治められぬ」と言い、張既を涼州刺史に任命し彼等を討伐させた。張既はその期待に応え、伊健妓妾・治元多らを討伐した。後詰として夏侯儒・費曜も派遣されていたが、張既は彼等の到着も待たず進軍し、金城から黄河を渡り、反乱軍の裏をかいて武威に到着した。しかし、武威で費曜とだけ合流した張既の軍は疲弊しており、また兵糧が不足していたため、顕美で反乱軍との決戦に及んだ。参軍の成公英を使い、反乱軍を罠にかけ伏兵を用いたため、大勝することができたという。その功績により西郷侯に封じられ、2百戸の食邑を加増された。以前と合わせて4百戸となった。
その後、酒泉の蘇衡が羌族と結んで反乱を起こすと、張既は夏侯儒とともにこれを攻撃し降伏させた。また、西光の麴光も羌族と結び反乱を起こし、郡太守を殺害したが、張既が布告を出し内紛を誘ったところ、まもなく麴光は仲間に殺害された。
雍州・涼州を十数年もの間よく治めたため、張既の統治の評判は非常に良かった。
以前の上司であった徐英とは仲良くする事はできなかったが、張既は以前の恨みを棄てて付き合いを持とうと努めたため、高貴な身分となった張既に謙らなかった徐英と共に、その態度を讃えられたという（『魏略』）。
かつての游殷の子である游楚を採り立て、漢興太守とした（『三輔決録注』）。游楚は後に隴西太守となり、諸葛亮の北伐に西域の郡太守の中で唯一抵抗した（『魏略』）。
龐延・胡遵・楊阜・龐淯・張恭・周生烈などを推挙している。毌丘興（毌丘倹の父）の功績を評価した事もある（「毌丘倹伝」が引く『魏名臣奏』）。
黄初4年（223年）に死去した。跡は子の張緝が継いだ。また、少子の張翁帰は関内侯に封じられた。曹叡（明帝）の時代に粛侯の諡が追贈された。